# People Hold On
A People Hold On című dal a brit Coldcut és Lisa Stansfield közös dala, mely a Coldcut debütáló albumának, a What That Noise? című lemeznek vezető kislemeze. A dalt Matt Black, Jonathan More és Stansfield írta. A produceri munkálatokat a Coldcut felügyelte.
A dal pozitív visszajelzéseket kapott a zenekritikusoktól, és kereskedelmileg is sikeres lett. A dal 1989. március 13-án jelent meg, és 14. lett az UK Singles Chart listán, valamint 6. helyezés az amerikai Billboard Hot Dance Club Songs kislemezlistán. A dalhoz Blaze, Juan Atkins, Dimitri from Paris, Mark Saunders, Eric Kupper, Tyrone Perkins, a Masers At Work készített remixeket. A dalhoz készült videót a Big TV rendezte.
2003-ban a "People Hold On" felkerült Stansfield válogatás albumára, a Biography: The Greatest Hits címűre, valamint a dalból Ceri Evans készített remixet, mely a Coldcut Sound Mirrors (Videos & Remixes) című albumára is felkerült. A dal Full Lenght Disco Mixe pedig Stansfield People Hold On...The Remix Anthology és The Collection 1989-2003 című lemezeken is megtalálhatóak.

## Kritikák
A Music & Media szerint Stansfield hangja hangszerűen illeszkedik ebbe a house / groove dalba. Nagyszerű dal, erős dallamokkal. Tom Ewing a Freaky Triggerből gratulált Stansfieldnek, mint house énekesnek, és hozzátette: Lisa Stansfield rettenetes gyöngyszem, a dalban a legjobbat nyújtotta, de egyúttal nyugodt is maradt. A legjobb az egészben, hogy úgy hangzik, ahogyan annak hangzania kell.
Az angol Fact magazin a dalt a 11. helyre rangsorolta 2014-ben a 21 diva-house listán, melyek még mindig hihetetlenül sikeresek.
A Mixmag szerint a dal 1 helyezést ért el a The 20 best diva house dalok listáján 2019-ben.
| „ | A dal slágerlistás helyezés lett, és olyan befolyásos dj-k készítettek hozzá remixet, mint Juan Atkins, Dimitri from Paris, The Masters At Work, akik észrevették a Coldcut tehetségét. Ez a dal egy tiszta erős dance track, erős dallamokkal, mely jelentősen befolyásolta a Coldcut ikonikus karrierjét. | ” |
|   | |   |

## Számlista
| Ausztrál/Európai 7" kislemez 1. "People Hold On" – 3:58 2. "Yes, Yes, Yes" – 3:33 Ausztrál /Európai CD single 1. "People Hold On" – 3:58 2. "People Hold On" (Full Length Disco Mix) – 9:24 3. "Yes, Yes, Yes" – 5:40 Ausztrál/Európai 12" single 1. "People Hold On" (Full Length Disco Mix) – 9:24 2. "Yes, Yes, Yes" (Hedmaster Mix) – 5:40 Európai 12" single (The Blaze Mix) 1. "People Hold On" (New Jersey Jazz Mix) – 8:49 2. "People Hold On" (Speng Mix) – 6:34 3. "People Hold On" (A Capella) – 2:08 4. "Yes, Yes, Yes" – 5:40 Európai promóciós 12" single 1. "People Hold On" (Full Length Disco Mix) – 9:24 2. "People Hold On" (Magic Juan's Dub Mix) 3. "People Hold On" (A Capella) – 2:08 | Európai promóciós 12" single 1. "People Hold On" (New Jersey Jazz Mix) – 8:49 2. "People Hold On" (Dimitri Remix) – 6:45 US 12" single 1. "People Hold On" (Full Length Disco Mix) – 9:24 2. "People Hold On" (Speng Mix) – 6:34 3. "People Hold On" (Radio Mix) – 3:58 4. "People Hold On" (New Jersey Jazz Mix) – 8:49 5. "People Hold On" (A Capella) – 2:08 US 12" single (Limited Edition) 1. "People Hold On" (NYC Club Mix) – 7:58 2. "People Hold On" (Dirty Piano Mix) – 5:33 3. "People Hold On" (Perk-Appella Mix) – 6:21 4. "People Hold On" (Radio Mix) – 3:58 5. "People Hold On" (NYC Club Edit) – 4:33 6. "People Hold On" (R.E.T.T. Dub) – 8:07 US 12" single (Masters At Work Mixes) 1. "People Hold On" (MAW Mix 1) 2. "People Hold On" (MAW Mix 2) 3. "People Hold On" (MAW Mix 3) 4. "People Hold On" (MAW Mix 4) 2006 UK 12" promóciós single 1. "People Hold On" (Casuals Remix) – 4:32 2. "People Hold On" (Ricey Remix) – 5:57 |

## Slágerlista
| Slágerlista (1989)                    | Legjobb helyezések |
| ------------------------------------- | ------------------ |
| Australia (ARIA)                      | 78                 |
| Belgium (Ultratop 50 Flanders)        | 32                 |
| Europe (European Hot 100 Singles)     | 26                 |
| Franciaország (Single Top 100)        | 45                 |
| Germany (Official German Charts)      | 24                 |
| Hollandia (Single Top 100)            | 37                 |
| Új-Zéland (Recorded Music NZ)         | 38                 |
| Egyesült Királyság (UK Singles Chart) | 11                 |
| US Hot Dance Club Songs (Billboard)   | 6                  |

## "People Hold On" (The Bootleg Mixes)
1996 végén a "People Hold On" című dalt Dan Bewick és Matt Frost, a The Dirty Rotten Scoundrels név alatt  remixelte. A Bootleg Mix 1997. január 6-án jelent meg, és magasabb helyezést ért el, mint az eredeti 1989-es változat. A dal 4. helyezett volt az UK Singles slágerlistán, és 1. helyezett az UK Dance Singles Chart listán, valamint az amerikai Billboard Hot Dance Club Songs kislemezlistán. A The Dirty Rotten Scoundrels a dalhoz Tori Amos "Professional Widow" című dalának az Armand Van Helden remix általi hangmintáját használták fel.
A dal sikeres mivolta végett felkerült Stansfield azonos című albumára is (1997), mint bónusz dal. A dalhoz a Max Abbiss-Biro rendezett klipet, azonban ez új felvételeket nem tartalmaz, csupán a "Change" és a "Someday (I’m Coming Back)" című dalok klipjeiből láthatóak benne részletek.
Később a "People Hold On" (Dirty Rotten Scoundrels Mix) szerepelt az 1998-ban megjelent "The Remix Album"-on is. valamint 2006. október 24-én digitálisan is megjelent a dal Dance Vault remixe is. 2014-ben a dal szerepelt a Lisa Stansfield című album deluxe 2CD + DVD kiadásán is, valamint a "The Collection 1989-2003" című válogatás lemezen is.

### Számlista
Európai CD single
1. "People Hold On" (Dirty Radio Mix) – 3:42
2. "People Hold On" (Jon Is the Don Mix) – 8:09

Ausztrál/Európai CD maxi single
1. "People Hold On" (Dirty Radio Mix) – 3:42
2. "People Hold On" (Original 7" Version) – 3:58
3. "People Hold On" (Jon Is the Don Mix) – 8:09
4. "People Hold On" (Monjack Dub) – 7:59
5. "People Hold On" (Full Length Disco Mix) – 9:21

Európai 12" single
1. "People Hold On" (Jon Is the Don Mix) – 8:09
2. "People Hold On" (Original 7" Version) – 3:58
3. "People Hold On" (Monjack Dub) – 7:59
4. "People Hold On" (Full Length Disco Mix) – 9:21

2006 US digital Dance Vault Mixes
1. "People Hold On" (Dirty Radio Mix) – 3:42
2. "People Hold On" (Original 7" Version) – 3:58
3. "People Hold On" (Jon Is the Don Mix) – 8:09
4. "People Hold On" (Monjack Dub) – 7:59
5. "People Hold On" (Full Length Disco Mix) – 9:21

### Egyéb remixek
1. "People Hold On" (Dirty Rotten Scoundrels Mix) – 6:11

### Slágerlista
| Slágerlista (1997)                    | Legjobb helyezés |
| ------------------------------------- | ---------------- |
| Australia (ARIA)                      | 89               |
| Belgium (Ultratop 50 Flanders)        | 40               |
| Canada Dance (RPM)                    | 9                |
| Europe (European Hot 100 Singles)     | 14               |
| Hollandia (Single Top 100)            | 71               |
| Skócia (Scottish Singles Top 40)      | 10               |
| Spain Maxi Singles (PROMUSICAE)       | 14               |
| Egyesült Királyság (UK Singles Chart) | 4                |
| US Hot Dance Club Songs (Billboard)   | 1                |

| Chart (1997)                         | Position |
| ------------------------------------ | -------- |
| UK Singles (Official Charts Company) | 116      |
| US Hot Dance Club Songs (Billboard)  | 45       |

## Feldolgozások és megjelenések más médiában
A dal zenei alapját a Manix felhasználta a "Living in the Past" című dalában, mely az azonos címet viselő albumán szerepel. (2013) 
A dal hallható a Grand Theft Auto IV című videójátékban is a VICE City FM rádióállomáson.